# Německé volby do říšského sněmu 1928
Německé federální volby konané 20. května 1928 byly v pořadí páté volby do říšského sněmu Výmarské republiky. Sociální demokracie zůstala největší stranou ve sněmu a měla téměř třetinu všech stran. Úspěch slavili i komunisté. Volby skončily výrazným posílením levice a propadem pravice. Jednalo se o poslední volby, ve kterých účast NSDAP nehrála žádnou významnou roli.

## Předcházející události
Období mezi lety 1924 – 1929 bylo nejstabilnějším a nejúspěšnějším obdobím za celou existenci Výmarské republiky. Dawesův plán pomohl nastartovat německé hospodářství. V roce 1925 podepsali zástupci Německa a Sovětského svazu smlouvu o spolupráci v železniční a námořní dopravě a Sověti dostali úvěr na financování jejich zakázek v Německu. Dokonce došlo k tajné dohodě v oblasti vojenství. Němci posílali do Sovětského svazu svoje vojáky na výcvik a testovaly se zde i své zbraně, které jinak byly Versailleskou smlouvu zakázané. V srpnu 1925 opustily francouzské a belgické jednotky západní Německo a ukončily okupaci Porúří. V říjnu 1925 byly podepsané tzv. Locarnské dohody, podle kterých byla zabezpečena německá západní hranice. Východní hranice ale takovou záruku nedostala, a to i přes účast polských a československých zástupců. Podpis Locarnský dohod otevřel Německu cestu do Společnosti národů, kde bylo od roku 1926 stálým členem. Německé hospodářství rostlo a nezaměstnanost klesala. Nepodařilo se ale ekonomiku odpoutat od amerických financí z Dawesova plánu, a proto byl dopad hospodářská krize v roce 1929 obrovský. Politická situace byla navenek stabilní, ale německé vlády většinou nedokázaly přežít déle než jeden rok. Byly složené z mnoha různorodých stran, které víc než zájmy vlády razily své vlastní.

### Volební kampaně
Pravicová vláda Wilhelma Marxe padla po neshodách nad novelou školského zákona (zrovnoprávnění církevních a státních škol) a prezident Hindenburg vypsal nové volby na květen 1928. Komunisté (KPD) postavili svoji volební kampaň na probíhající diskuzi o pořízení nových válečných lodí (třída Panzerschiff). Stavěli do kontrastu stavbu válečných bitevníků a nutnosti zavedení bezplatného školního stravování pro děti. Do voleb šli se sloganem: „Krmění dětí místo obrněných křižníků“. Sociální demokraté (SPD) se rozhodli na svém sjezdu v roce 1927, že jejich prioritou bude zabránění vzniku další pravicové vlády a nejlépe chtěli tvorbu nové vlády vzít do vlastních rukou. Vnitřní spory, které vznikly po tzv. Německém říjnu, kdy se radikální členové strany spojili s komunisty a pokusili se v Sasku vyvolat revoluci, byly v roce 1926 vyřešeny. Radikální členové ze saské buňky SPD byli vyloučeni a museli si založit svoji vlastní stranu, starou sociálnědemokratickou stranu. Němečtí demokraté (DDP) se stavěli po boku ostatních levicových stran proti stavbě vojenských lodí a podporovali širokou koalici s SPD. Katolické Centrum se naopak stavělo k potenciální velké koalici s SPD dost vlažně. V široké koalici nevidělo možnost prosadit svůj školský zákon. Nacionalisté z DNVP se před volbami zradikalizovali a začali vystupovat proti republice. Lidovci z DVP svoji kampaň opřeli o osobu Gustava Stresemanna. Jako ministr zahraničí uzavřel dohody se Sověty, přivedl Německo do Společnosti národů a v roce 1926 dostal Nobelovu cenu míru. Po svém propuštění z cely v roce 1925 založil znovu Adolf Hitler NSDAP, kterou do té doby nahrazovala Národně socialistická strana za svobodu. Na stranickém sjezdu v roce 1926 prosadil své vedení a podařilo se mu jeho hlavní protivníky jako Gregora Strassera odstavit na druhou kolej.

## Výsledky voleb
Pro koaliční partnery skončily volby jasnou porážkou. Nejvíce propadli nacionalisté z DNVP, kteří ztratili 1,8 miliónů voličů a prohráli i ve volebních obvodech na východ od Labe, kde od roku 1920 zcela dominovali. Podobně dopadlo Centrum, které poprvé od voleb v roce 1920 ztratilo volební obvod na jihu Německa. Lidovci a němečtí demokraté ztratili shodně okolo 1,5 % hlasů.
Vítězem voleb se stala levice. Sociální demokraté dosáhli zisku 29,8 % a obsadili téměř třetinu říšského sněmu. Mírně si polepšili i komunisté. Specifikem voleb byla úspěšnost různých malých zájmových stran. Ve volbách v roce 1924 získaly zájmové strany dohromady 5,5 %, v roce 1928 to bylo 11,1 %. Říšská strana německé střední třídy (vlastníci nemovitostí) si polepšila o 11 křesel a Křesťanskonárodní strana rolníků a zemědělců (menší protestantští rolníci) při svých prvních volbách dosáhla na 9 mandátů. Malé strany těžily především z odlivu voličů od nacionalistů. NSDAP musela po volbách odepsat dvě křesla a propadla se na 2,6 %. Hitler doplatil na preferování svého etablovaní v čele strany před vedením volební kampaně.
Volební účast byla nejnižší za celou dosavadní historii Výmarské republiky. Okolo 10 miliónů oprávněných voličů k volbám vůbec nepřišlo, a to především z řad mladých lidí a prvovoličů.

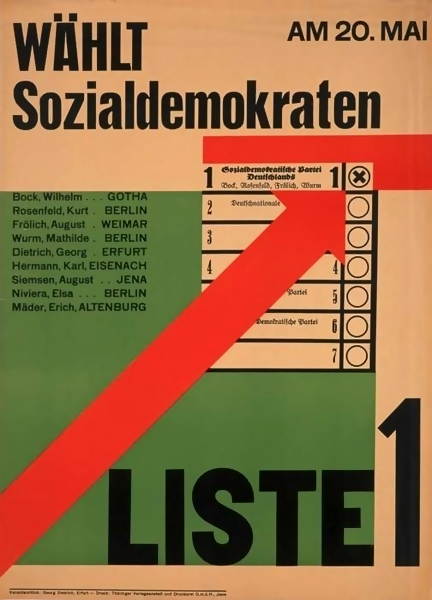
Dobový plakát sociálních demokratů

| Politická strana | Politická strana                                      | Hlasy v % (změna) | Hlasy v % (změna) | Mandáty (změna) | Mandáty (změna) |
| ---------------- | ----------------------------------------------------- | ----------------- | ----------------- | --------------- | --------------- |
|                  | Sociálnědemokratická strana Německa (SPD)             | 29,8              | ▲ +3,8            | 153             | ▲ +22           |
|                  | Německá národně lidová strana (DNVP)                  | 14,2              | ▼ -6,3            | 73              | ▼ -30           |
|                  | Centrum (Z)                                           | 12,1              | ▼ -1,5            | 61              | ▼ -8            |
|                  | Komunistická strana Německa (KPD)                     | 10,6              | ▲ +1,6            | 54              | ▲ +9            |
|                  | Německá lidová strana (DVP)                           | 8,7               | ▼ -1,4            | 45              | ▼ -6            |
|                  | Německá demokratická strana (DDP)                     | 4,8               | ▼ -1,5            | 25              | ▼ -7            |
|                  | Říšská strana německé střední třídy (WP)              | 4,5               | ▲ +2,2            | 23              | ▲ +11           |
|                  | Bavorská lidová strana (BVP)                          | 3,1               | ▼ -0,6            | 17              | ▼ -2            |
|                  | Národně socialistická německá dělnická strana (NSDAP) | 2,6               | ▼ -0,4            | 12              | ▼ -2            |
|                  | Křesťanskonárodní strana rolníků a zemědělců (CNBL)   | 1,9               | nová              | 9               | nová            |
|                  | Říšská strana za občanská práva a deflaci             | 1,7               | nová              | 2               | nová            |
|                  | Německá rolnická strana                               | 1,6               | nová              | 8               | nová            |
|                  | Zemědělská liga                                       | 0,7               | ▼ -0,9            | 3               | ▼ -5            |
|                  | Německo-hannoverská strana (DHP)                      | 0,6               | ▼ -0,3            | 4               | ▬ ±0            |
|                  | Saští rolníci                                         | 0,4               | nová              | 2               | nová            |
| Celkem           | Celkem                                                | 100,0             |                   | 491             | -2              |

## Sestavení vlády
Strany Výmarské koalice (SPD, DDP a Centrum), první poválečné koalice, získaly dohromady přes 46,8 % hlasů. Sociální demokraté dostáli svým plánům ze sjezdu v roce 1927 a začali aktivně se sestavováním vlády. Mandát pro jednání dostal Hermann Müller a začal s tvorbou velké koalice. Jednání byla velice komplikovaná, a to především s lidovci, ale po zásahu Gustava Stresemanna nakonec ke shodě došlo. Vznikla široká koalice sociálních demokratů, lidovců, německých demokratů, Centra a Bavorské lidové strany. Ministerstvo obrany bylo ponecháno nestraníkovi Wilhelmu Groenerovi. Müllerovu vládu trápily hned od vzniku vnitřní spory mezi sociálními demokraty a lidovci.
Krach na newyorské burze v říjnu 1929 znamenal začátek Velké hospodářské krize. Rozpory mezi SPD s DVP ohledně financování podpory nezaměstnaných ještě více vyhrotily situaci a způsobily pád vlády v březnu 1930. Skončila tím poslední skutečně demokratická vláda Výmarské republiky. Kancléřem se následně stal Heinrich Brüning, který vládl pomocí prezidentských „nouzových nařízení“ (Notverordnung či článek 48), kdy pro vydání určitých zákonů stačilo schválení prezidentem a ne celým sněmem. Výrazně byl oslaben parlamentarismus a podkopána celá demokracie.

### Přehled vlád
- Kabinet H. Müllera (SPD) – koalice SPD, DVP, Z, DDP, BVP
- Kabinet H. Brüninga (Z) – koalice Z, DVP, DDP, BVP, WP, KVP